# Miss Universe
A Miss Universe egy évenkénti megrendezésű nemzetközi szépségverseny, melyet 1952-ben rendeztek meg először az Egyesült Államokban, Kaliforniában. A cím jelenlegi (2015) birtokosa a Fülöp-szigeteki Pia Wurtzbach.

## Történet
Az 1951. évi Miss America verseny győztese visszautasította, hogy a verseny fő szponzorának a fürdőruháiban mutatkozzék, ezért a szponzor, a Catalina Swimwear felbontotta a szponzori szerződést, és megalapította a Miss USA és a Miss Universe versenyeket.
Az első versenyt 1952-ben tartották Long Beachben, Kaliforniában. A versenyt 1972-ig az Egyesült Államokban, utána pedig különböző országokban tartották meg.
A versenyt szervező testület, a Miss Universe Organization (MUO) 1996 óta az amerikai üzletember, Donald Trump és az NBC tévétársaság tulajdonában van.

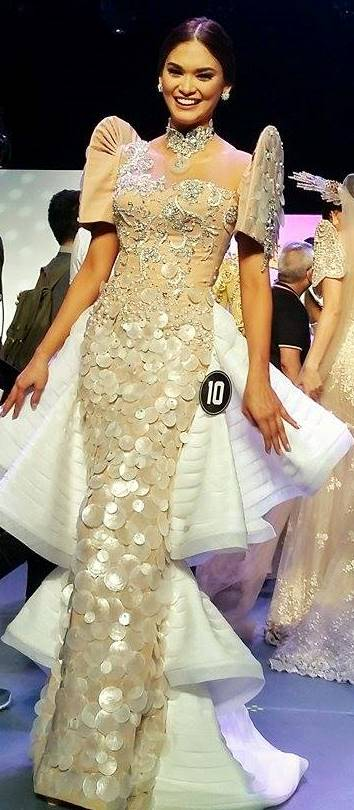
Miss Universe 2015 Pia Wurtzbach (Fülöp-szigetek)
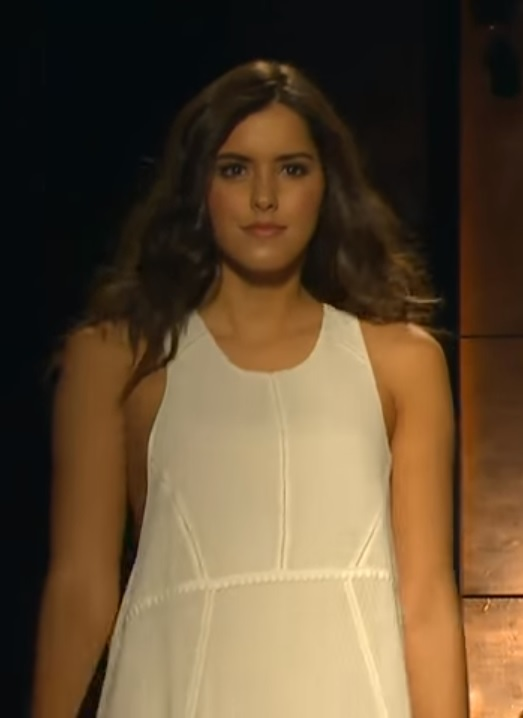
Miss Universe 2014 Paulina Vega (Kolumbia)
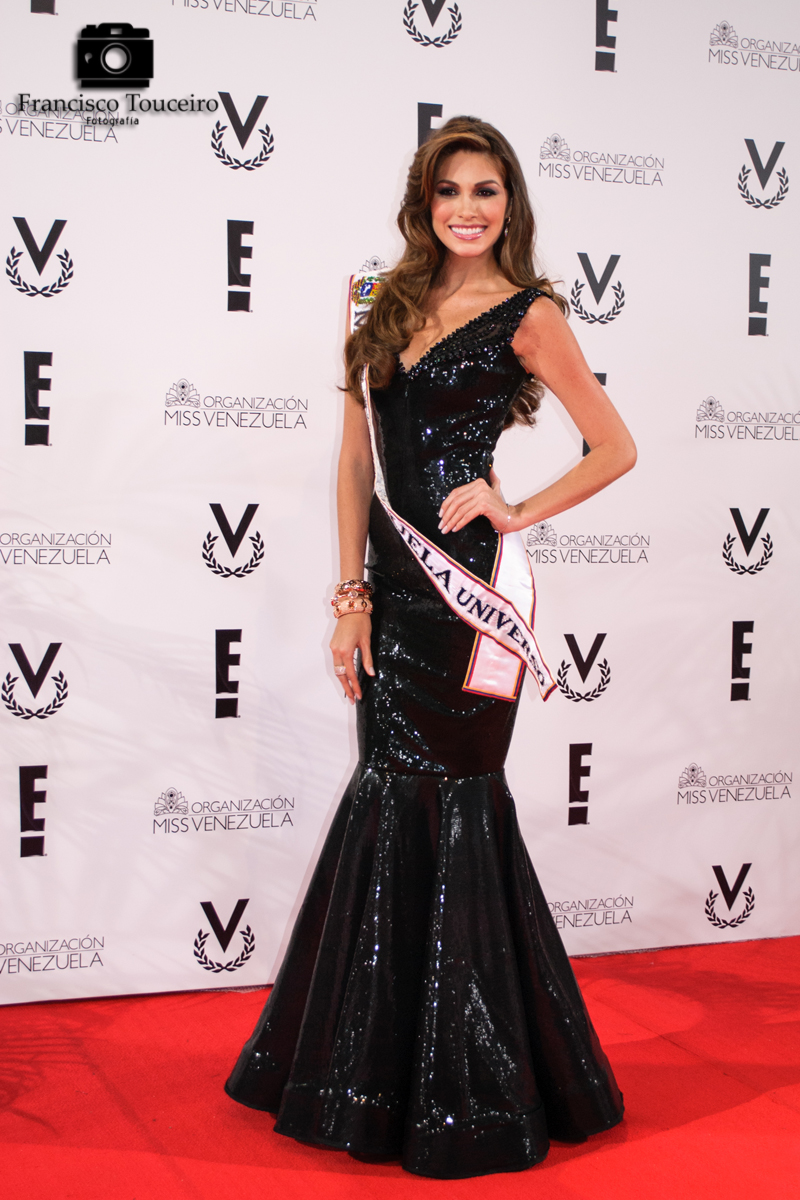
Miss Universe 2013 Gabriela Isler (Venezuela)
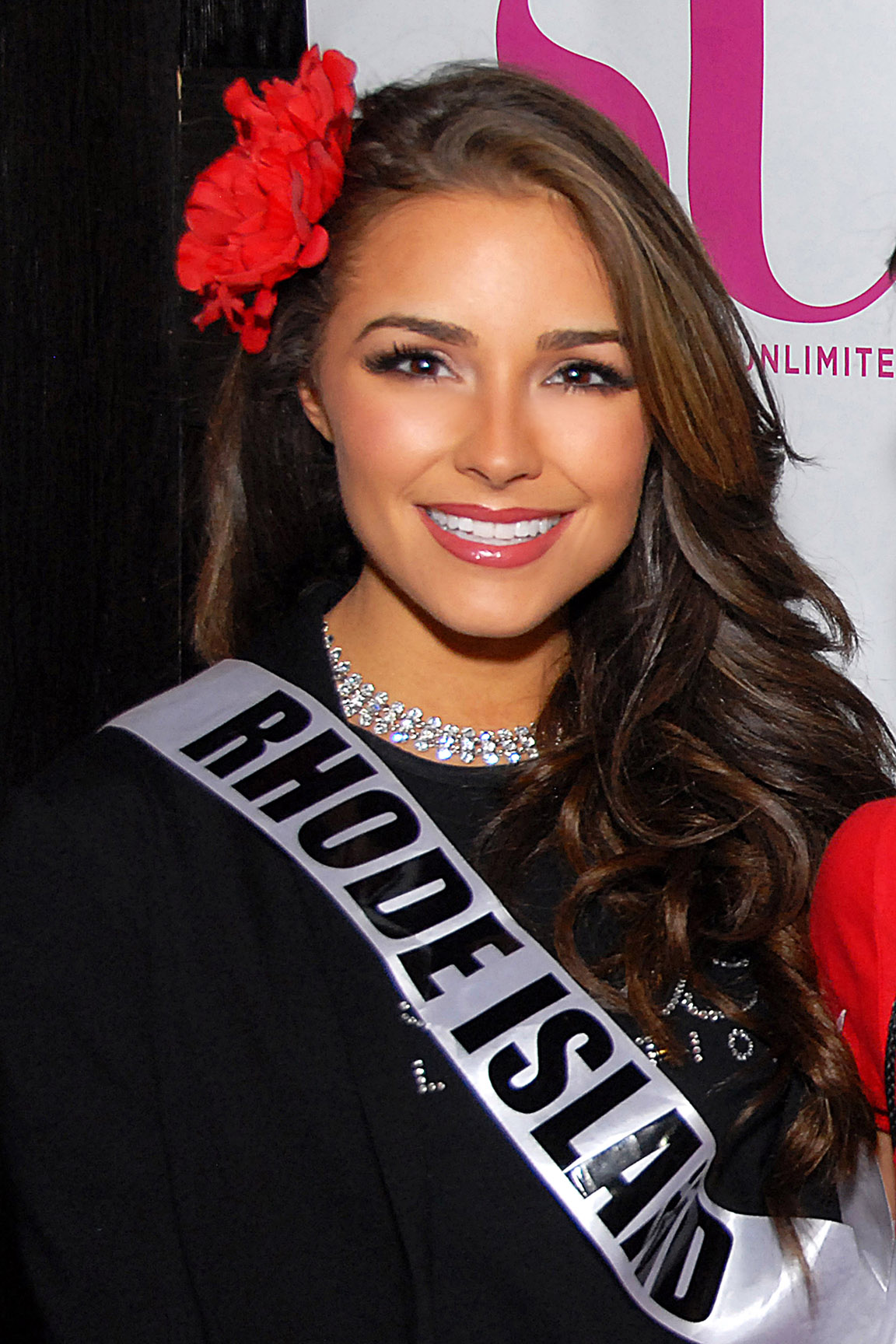
Miss Universe 2012 Olivia Culpo (Amerikai Egyesült Államok)
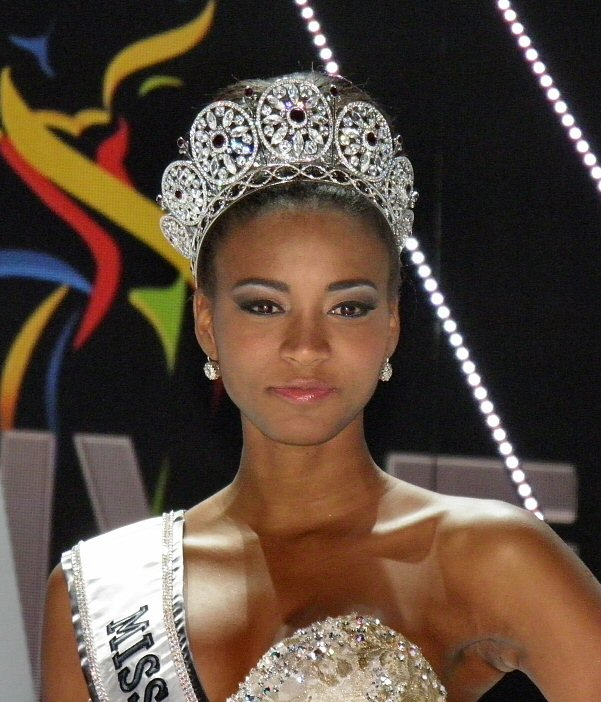
Miss Universe 2011 Leila Lopes (Angola)
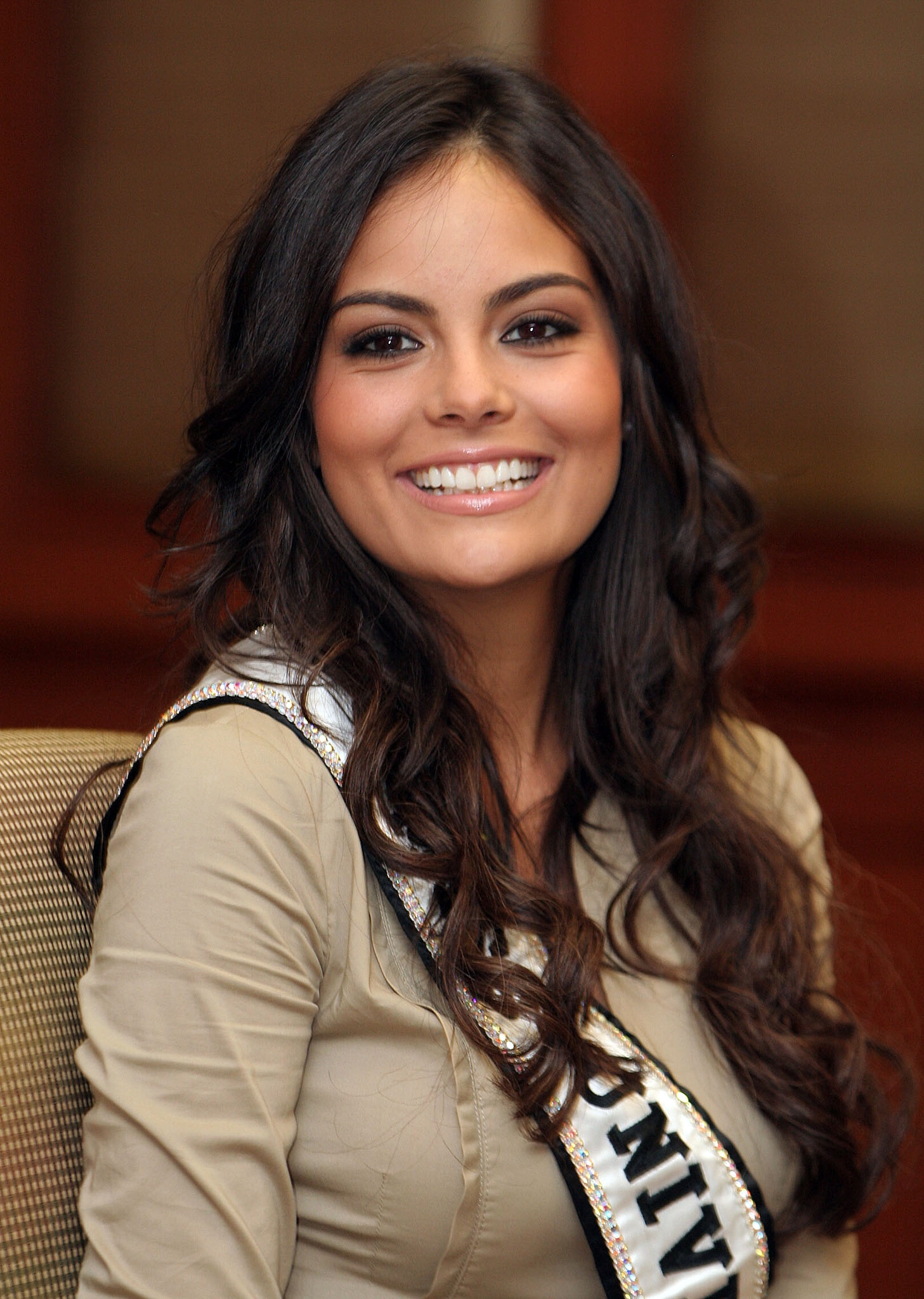
Miss Universe 2010 Ximena Navarrete (Mexikó)
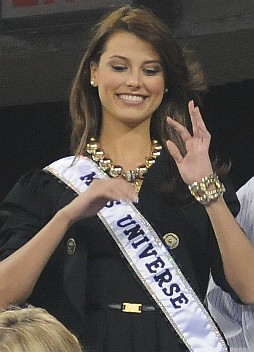
Miss Universe 2009 Stefania Fernandez (Venezuela)
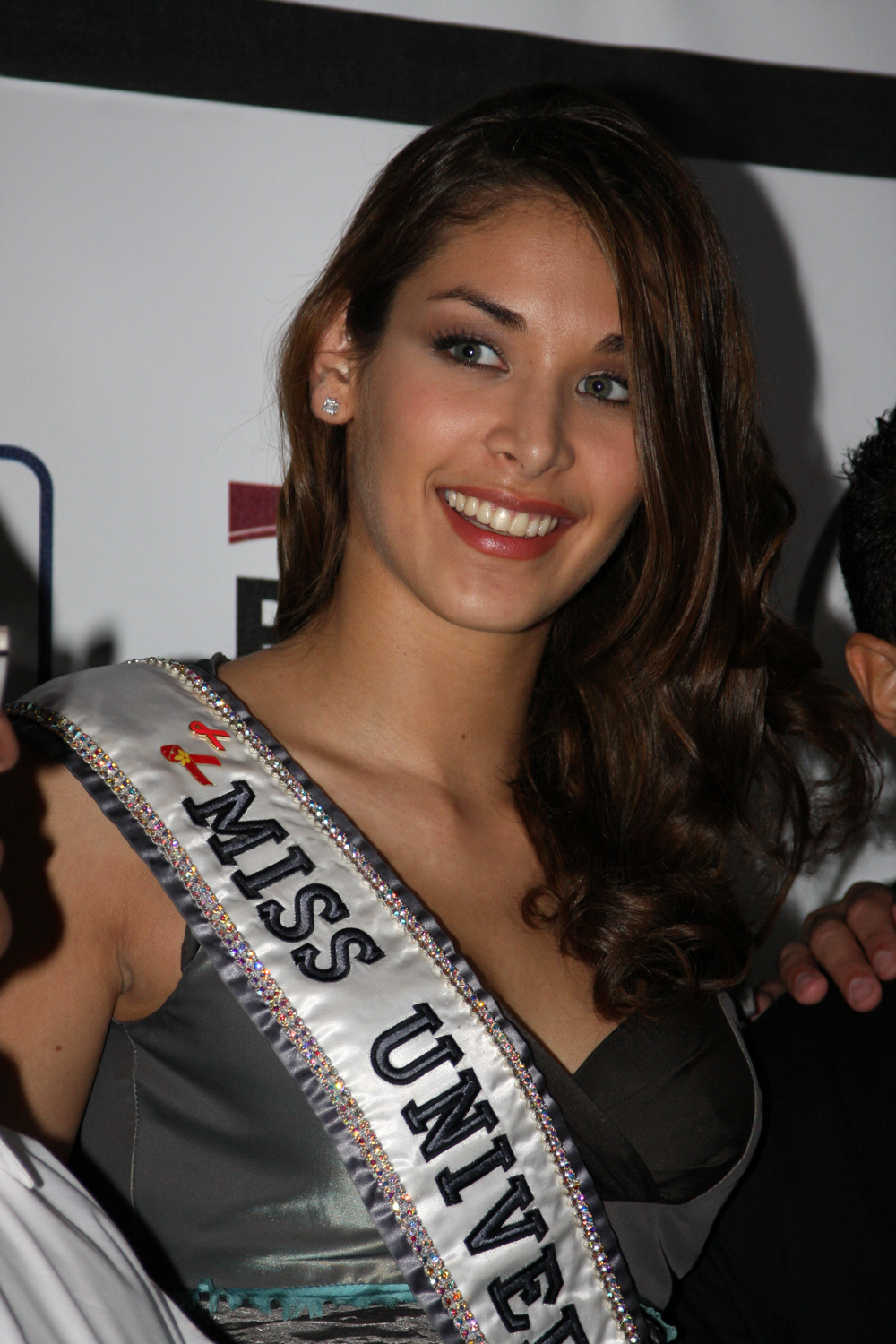
Miss Universe 2008 Dayana Mendoza (Venezuela)
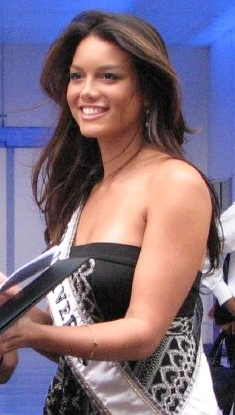
Miss Universe 2006 Zuleyka Rivera (Puerto Rico)
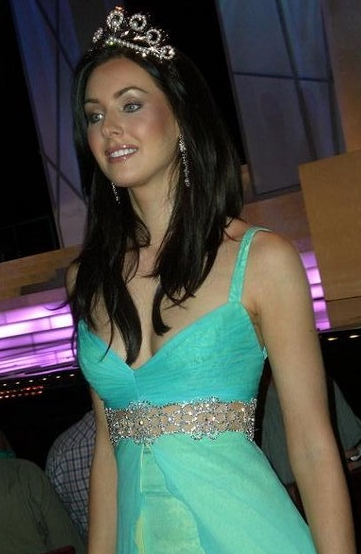
Miss Universe 2005 Natalie Glebova (Kanada)

## Győztesek
A táblázat az utóbbi 7 év győzteseit és a verseny helyszínét tartalmazza.
| Év   | Miss Universe  | Ország | Helyszín          |
| ---- | -------------- | ------ | ----------------- |
| 2018 |                |        | Bangkok, Thaiföld |
| 2019 |                |        |                   |
| 2020 |                |        |                   |
| 2021 | Harnaaz Sandhu | India  |                   |
| 2022 |                |        |                   |
| 2023 |                |        |                   |
| 2024 |                |        |                   |

## Statisztika
A statisztikák a legutóbbi (2011) verseny szerinti állapotot mutatják.

### Miss Universe címek száma kontinensek szerint
| Kontinens |    |
| --------- | -- |
| Amerika   | 31 |
| Európa    | 12 |
| Ázsia     | 10 |
| Afrika    | 4  |
| Óceánia   | 3  |

## Versenyzők
Az egyes versenyek versenyzőinek névsorát lásd az adott évi verseny cikkében.

### Magyar versenyzők a Miss Universe versenyen
Magyarország 1992 óta vesz részt a rendezvényen. Magyar versenyzők két alkalommal jutottak be a középdöntőbe: Bende Adrienn (2006),  Dammak Jázmin (2008) és egy alkalommal a döntőbe: Konkoly Ágnes (2012). 2013-ban Kárpáti Rebeka képviselte Magyarországot.

## Videók
- YouTube - Miss Universe győztesek 1952 - 2009. youtube.com. (Hozzáférés: 2010. november 14.)